# Aethalura ignobilis
Aethalura ignobilis är en fjärilsart som beskrevs av Butler 1878. Aethalura ignobilis ingår i släktet Aethalura och familjen mätare. Inga underarter finns listade i Catalogue of Life.